# Трансшельф
Трансшельф — доковое судно, предназначенное для перевозки негабаритных грузов. Построенное в 1989 году, судно стало рекордсменом того времени с дедвейтом (dead weight) в 40 000 тонн. Для погрузки Трансшельф погружается до уровня, при котором грузовая палуба находится на 13 метров ниже ватерлинии.

## Эксплуатация
Судно «Трансшельф» было построено на верфи Вяртсиля в городе Турку (Финляндия) для Советского Союза.
Предшественником судна стал голландский корабль «Mighty Servant» дедвейтом 26 000 тонн.
Наибольшим кораблём такого типа на момент постройки был Dyvi Swan, построенный в 1980 году в Норвегии на верфи Jan Erik Dyvi.
«Трансшельф» дедвейтом 40 000 тонн стал самым большим судном такого типа своего времени.
Спуск на воду судна стал очень торжественной церемонией.
Крёстной матерью судна стала супруга председателя Совета Министров Н. И. Рыжкова Л. С. Рыжкова.
На церемонии присутствовали семь директоров верфи Вяртсиля в Турку, премьер-министр Финляндии Калеви Сорса и генеральный консул СССР в Турку Майоров.
Судно принял капитан Э. А. Симонян, главным механиком судна стал Б. К. Ерофеев.
«Трансшельф» работал на Дальнем Востоке, портом приписки стал Холмск.
С 1997 года был отдан в аренду компании Weissmuller, потом его арендовала Dockwise.
В 1999 году было построено судно «Black Marlin» дедвейтом 57 000 тонн и «Трансшельф» перестал быть самым крупным судном такого типа.
По состоянию на конец 2011 года это судно является третьим в мире после «Blue Marlin» дедвейтом 57 000 тонн и «Black Marlin» .
Все перечисленные суда являются собственностью голландской компании Dockwise, их обслуживанием занимается Anglo-Eastern Group.
«Трансшельф» перешёл в собственность голландской компании Dockwise Shipping в 2004 году.
С 23 июля 2004 года название было изменено на Transshelf и портом приписки стал Виллемстад.

## Наиболее известные рейсы
Трансшельф во время своей работы перевозил различные негабаритные грузы.
Несколько рейсов судна были важными для экономики страны и вызвали резонанс в средствах массовой информации:
- В 2006 году впервые в России и СССР была применена перевозка подводных лодок для утилизации. Эта технология стала безопасной альтернативой применявшейся до этого момента перевозки на буксире или доставке на утилизацию своим ходом[2].
- В 2007 году было выполнено три таких рейса: из Мурманска в Северодвинск были доставлены две подводные лодки «Сёмга», а из Гремихи — подводная лодка «Кит»[3].
- В 2009 году была произведена перевозка двух атомных подводных лодок типа «Щука» из Вилючинска в Дальневосточный завод «Звезда»[2].
- В 2011 году из Мурманска в Магадан была доставлена плавучая буровая установка «Кольская» компании «Арктикморнефтегазразведка». Маршрут трансокеанской операции проходил по Атлантическому, Индийскому и Тихому океанам, его протяжённость составила 19 000 морских миль, которые были пройдены с мая по август[4].
- В сентябре 2014 года из Камчатки в Северодвинск по Севморпути были доставлены две атомные подводные лодки Тихоокеанского флота «Братск» и «Самара»[5].
- В сентябре 2017 года из Вилючинска в Приморье (в бухту Разбойник) были доставлены 12 трёхотсечных блоков утилизируемых атомных подводных лодок[6][7].